# 上山市民公園
上山市民公園（かみのやましみんこうえん）は、山形県上山市にある都市公園（地区公園）である。上山市役所のすぐ東側に位置する。

## 施設概要
- 四阿
- 集合広場
- 中央広場
- みどり池
- 自由広場
- 冒険の森
- 明新館花壇
- 築山林泉の森
- ロックガーデン

- 市民球場
- 市民ゲートボール場

## その他
園内には国鉄C58形蒸気機関車のC58 231の実物が保管されている。1940年に川崎車輌で誕生したこの蒸気機関車は1974年5月まで1,904,800kmを走行した。この距離は地球と月を約2回半往復した距離にあたる。上山市ではこの蒸気機関車を永く保存したいと試み、国鉄から借り受け、1974年11月22日から現在の場所で保管及び展示をしている。
| 型式番号   | C58231        |
| 長さ       | 18.275m       |
| 幅         | 2.950m        |
| 高さ       | 3.940m        |
| 重さ       | 72t           |
| 最大馬力   | 880馬力       |
| 最高速度   | 時速85km      |
| 製造年月日 | 1940年5月25日 |
| 製造会社   | 川崎車輌K.K   |

## アクセス
- 車
  - 東北中央自動車道山形上山ICから国道13号経由で8km（約10分）
  - 東北中央自動車道かみのやま温泉ICから国道458号経由で3km（約5分）

　　※駐車場は上山市役所や上山市体育文化センターの駐車場を利用（無料）
- 電車
  - JR「かみのやま温泉駅」から徒歩15分、タクシー3分
- 路線バス
  - 山交バス 高松葉山線「上山市役所前」下車、徒歩1分

## イベント
- かみのやま温泉全国かかし祭、かかし展示days（2023年終了）
- かみのやまツール・ド・ラ・フランス（2023年まで）
- けやきの森のおまつり

## 沿革
- 2009年（平成21年） - 大型遊具を設置
- 2010年（平成22年）11月 - 公募と投票により機関車前広場の愛称を「ポッポの森」に決定。市内在住の武田由紀子氏の応募作。

## 周辺
- 上山市役所
- 前川
- 上山市体育文化センター
- 上山市立南小学校